# Al Habtoor Tennis Challenge
L'Al Habtoor Tennis Challenge è un torneo professionistico di tennis giocato su campi in cemento. Fa parte dell'ITF Women's Circuit. Si gioca annualmente a Dubai negli Emirati Arabi Uniti.
Ha esordito come torneo con un montepremi da $ 25.000 nel 1998, per poi passare fra il 1999 e il 2015 a $ 75.000. Dal 2016 è stato aumentato ancora fino a $ 100.000 +H (compresa ospitalità).

## Albo d'oro

### Singolare
| Anno         | Campionessa             | Finalista             | Punteggio         |
| ------------ | ----------------------- | --------------------- | ----------------- |
| 2024         | Jodie Burrage           | Polina Kudermetova    | 6–3, 6–3          |
| 2023         | Anastasia Tikhonova     | Arianne Hartono       | 6–1, 6–4          |
| 2022         | Elsa Jacquemot          | Magdalena Fręch       | 7–5, 6–2          |
| 2021         | Daria Snigur            | Kristína Kučová       | 6–3, 6–0          |
| 2020         | Sorana Cîrstea          | Kateřina Siniaková    | 4–6, 6–3, 6–3     |
| 2019         | Ana Bogdan              | Daria Snigur          | 6–1, 6–2          |
| 2018         | Peng Shuai              | Viktória Kužmová      | 6–3, 6–0          |
| 2017         | Belinda Bencic          | Ajla Tomljanović      | 6–4, 0–0 ritirata |
| 2016         | Hsieh Su-wei            | Natalia Vikhlyantseva | 6–2, 6–2          |
| ↑ ITF 100K ↑ |                         |                       |                   |
| 2015         | Çağla Büyükakçay        | Klára Koukalová       | 6(4)–7, 6–4, 6–4  |
| 2014         | Alexandra Dulgheru      | Kimiko Date-Krumm     | 6–3, 6–4          |
| 2013         | Jana Čepelová           | Maria Elena Camerin   | 6–1, 6–2          |
| 2012         | Kimiko Date-Krumm       | Julija Putinceva      | 6–1, 3–6, 6–4     |
| 2011         | Noppawan Lertcheewakarn | Kristina Mladenovic   | 7–5, 6–4          |
| 2010         | Sania Mirza             | Bojana Jovanovski     | 4–6, 6–3, 6–0     |
| 2009         | Regina Kulikova         | Sandra Záhlavová      | 7–6(6), 6–3       |
| 2008         | Vitalija D'jačenko      | Urszula Radwańska     | 7–5, 2–6, 7–5     |
| 2007         | Marija Kirilenko        | Evgenija Rodina       | 7–5, 6–2          |
| 2006         | Kateryna Bondarenko     | Kacjaryna Dzehalevič  | 6–1, 6–3          |
| 2005         | Marion Bartoli          | Kaia Kanepi           | 6–2, 6–0          |
| 2004         | Non disputato           | Non disputato         | Non disputato     |
| 2003         | Jelena Janković         | Henrieta Nagyová      | 6–2, 7–5          |
| 2002         | Angelique Widjaja       | Shinobu Asagoe        | 7–5, 6–2          |
| 2001         | Eléni Daniilídou        | Anikó Kapros          | 6–4, 6–4          |
| 2000         | Adriana Gerši           | Tathiana Garbin       | 6–4, 6–3          |
| 1999         | Katarina Srebotnik      | Anne Kremer           | 6–1, 6–1          |
| ↑ ITF 75K ↑  |                         |                       |                   |
| 1998         | Kira Nagy               | Irina Seljutina       | 6–4, 6–1          |
| ↑ ITF 25K    |                         |                       |                   |

### Doppio
| Anno         | Campionesse                               | Finaliste                                 | Punteggio           |
| ------------ | ----------------------------------------- | ----------------------------------------- | ------------------- |
| 2024         | Anastasia Dețiuc Anastasija Tichonova     | Isabelle Haverlag Elena Pridankina        | 6-3, 6(7)-7, [10-8] |
| 2023         | Tímea Babos (2) Vera Zvonareva            | Olivia Nicholls Heather Watson            | 6–1, 2–6, [10–7]    |
| 2022         | Tímea Babos (1) Kristina Mladenovic       | Magdalena Fręch Kateryna Volodko          | 6–1, 6–3            |
| 2021         | Anna Danilina Viktória Kužmová            | Angelina Gabueva Anastasia Zakharova      | 4–6, 6–3, [10–2]    |
| 2020         | Ekaterine Gorgodze Ankita Raina           | Aliona Bolsova Kaja Juvan                 | 6–4, 3–6, [10–6]    |
| 2019         | Lucie Hradecká Andreja Klepač             | Georgina García Pérez Sara Sorribes Tormo | 7–5, 3–6, [10–8]    |
| 2018         | Alena Fomina (2) Valentina Ivakhnenko     | Réka Luca Jani Cornelia Lister            | 7–5, 6–2            |
| 2017         | Mihaela Buzărnescu Alena Fomina (1)       | Lesley Kerkhove Lidzija Marozava          | 6–4, 6–3            |
| 2016         | Mandy Minella Nina Stojanović             | Hsieh Su-wei Valeria Savinykh             | 6–3, 3–6, [10–4]    |
| ↑ ITF 100K ↑ |                                           |                                           |                     |
| 2015         | Çağla Büyükakçay Maria Sakkari            | Elise Mertens İpek Soylu                  | 7–6(6), 6–4         |
| 2014         | Vitalia Diatchenko (2) Alexandra Panova   | Ljudmyla Kičenok Olga Savchuk             | 3–6, 6–2, [10–4]    |
| 2013         | Vitalia Diatchenko (1) Ol'ga Savčuk       | Ljudmyla Kičenok Nadežda Kičenok          | 7–5, 6–1            |
| 2012         | Maria Elena Camerin Vera Duševina         | Eva Hrdinová Karolína Plíšková            | 7–5, 6–3            |
| 2011         | Nina Bratčikova Darija Jurak              | Akgul Amanmuradova Alexandra Dulgheru     | 6–4, 3–6, [10–6]    |
| 2010         | Julia Görges (2) Petra Martić             | Sania Mirza Vladimíra Uhlířová            | 6–4, 7–6(7)         |
| 2009         | Julia Görges (1) Oksana Kalašnikova       | Vladimíra Uhlířová Renata Voráčová        | 4–6, 6–2, [10–8]    |
| 2008         | Irena Pavlović Maša Zec Peškirič          | Elena Čalova Valerija Savinych            | 7–6(6), 3–6, [10–3] |
| 2007         | Marina Eraković Monica Niculescu          | Juliana Fedak Anna Lapuščenkova           | 7–6(1), 6–4         |
| 2006         | Mervana Jugić-Salkić Jelena Kostanić      | Kateryna Bondarenko Valeria Bondarenko    | 6–3, 6–0            |
| 2005         | Gabriela Navrátilová Hana Šromová         | Ekaterina Makarova Ol'ga Panova           | 7–5, 6–4            |
| 2004         | Non disputato                             | Non disputato                             | Non disputato       |
| 2003         | Zsófia Gubacsi Kira Nagy                  | Flavia Pennetta Adriana Serra Zanetti     | 2–6, 6–2, 6–2       |
| 2002         | Kirstin Freye Seda Noorlander (2)         | Bahia Mouhtassine Angelique Widjaja       | 6–2, 6–4            |
| 2001         | Laurence Courtois (2) Seda Noorlander (1) | Caroline Dhenin Katalin Marosi-Aracama    | 6–3, 6–0            |
| 2000         | Tathiana Garbin Katalin Marosi-Aracama    | Angelika Bachmann Tina Križan             | 7–6(5), 6–3         |
| 1999         | Åsa Svensson Laurence Courtois (1)        | Laura Golarsa Irina Seljutina             | 6–3, 6(5)–7, 6–0    |
| ↑ ITF 75K ↑  |                                           |                                           |                     |
| 1998         | Wynne Prakusya Benjamas Sangaram          | Petra Gáspár Ludmila Varmužová            | 7–6(1), 1–6, 6–3    |
| ↑ ITF 25K ↑  |                                           |                                           |                     |